# Ethioterpia neavi
Ethioterpia neavi är en fjärilsart som beskrevs av George Francis Hampson 1910. Ethioterpia neavi ingår i släktet Ethioterpia och familjen nattflyn. Inga underarter finns listade i Catalogue of Life.